# Inkabein

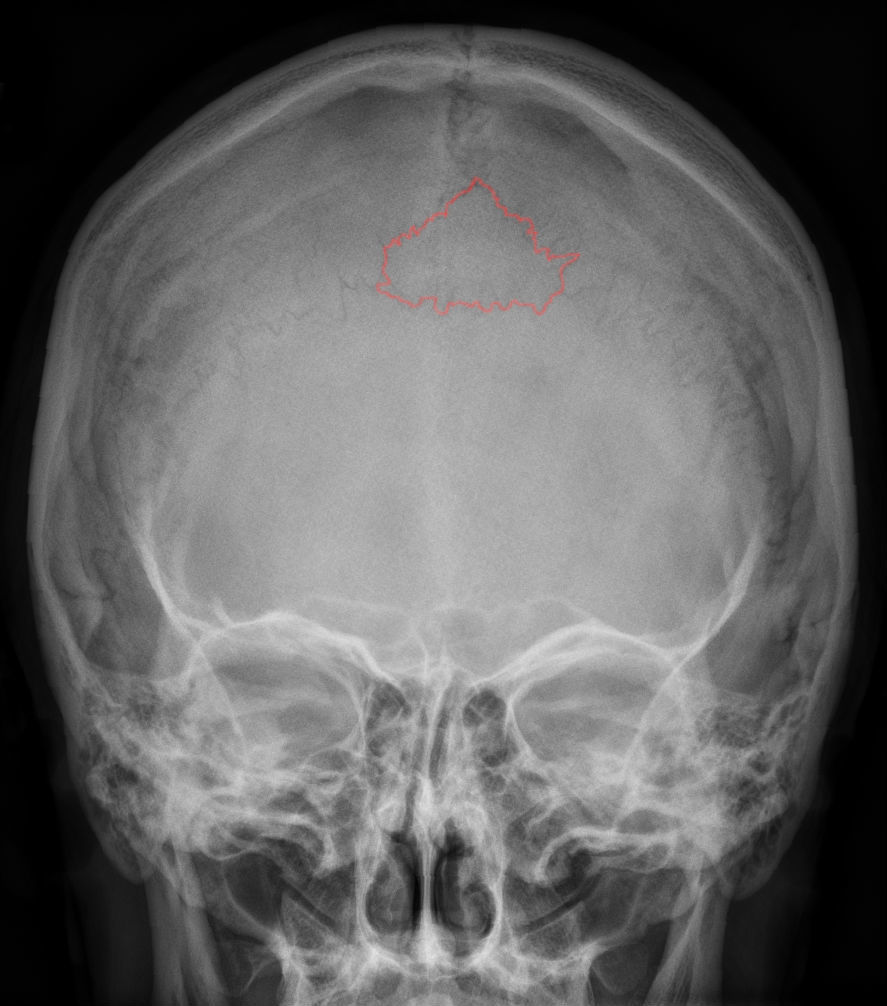
Inkabein in der Röntgenaufnahme (rot umrissen)

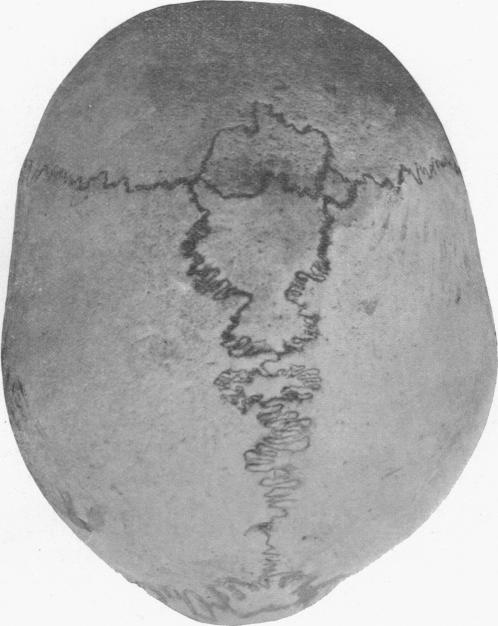
Schädelkalotte von oben (ventral: oberer Bildbereich; dorsal: unterer Bildbereich). Inkabein im unteren Bildbereich (schlecht zu erkennen). Weitere akzessorische Knochen im oberen Bildbereich.

Das Inkabein oder der Inkaknochen (lat. Os incae oder Os interparietale; engl. inca bone oder incarial bone) ist am Schädel des Menschen ein akzessorischer (zusätzlicher) Knochen im Bereich der Lambdanaht (lat. Sutura lamdoidea), der Verbindung zwischen Scheitel- (Os parietale) und Hinterhauptsbein (Os occipitale). Dieser überzählige Knochen stellt eine anatomische Variation dar (Schaltknochen), die klinisch nicht relevant ist. Bei der radiologischen Befundung von Schädelaufnahmen kann sie als Nebenbefund erwähnt werden. Bei vielen anderen Wirbeltieren tritt das Os interparietale regelmäßig auf.
Wegen einer bleibenden Nahtstelle zwischen Ober- und Unterschuppe (einer persistierenden Sutura mendosa) bleibt ein einzelständiges Knochenstück der Hinterhauptschuppe bestehen. Die Form des Inkabeins ist meist dreieckig, kann aber stark variieren und auch rechteckig, Rhombus-förmig oder M-förmig sein. Sehr selten kann das Inkabein auch zwei- oder dreigeteilt sein oder noch mehr Teile enthalten (1 = Os incae totum; 2 = Os incae bipartitum; 3 = Os incae tripartitum), da manchmal weitere ein oder mehrere Längsnähte oder eine zusätzliche Quernaht existiert. Es kann den Schädelknochen in seiner ganzen Dicke umfassen, oder nur an der Außenseite oder Innenseite des Schädelknochens vorliegen.
Das Inkabein wurde vom Wundarzt P.F. Bellamy bei der Analyse der Schädel zweier peruanischer Kindermumien (A brief Account of two Peruvian Mummies in the Museum of the Devon and Cornwall Natural History Society) erstmals erwähnt und von Johann Jacob von Tschudi erstmals 1851 beschrieben. Le Double beschrieb diesen Knochen 1903 als Os interparietale. Auch bei fossilen Hominini (u. a. Australopithecus und Homo erectus) sowie beim frühen Homo sapiens wurde das Inkabein gefunden.

## Anatomie
Das Inkabein hat seinen embryonalen Ursprung im Hinterhauptsbein, ist von diesem aber durch eine zusätzliche Knochennaht abgetrennt, da ein zusätzliches Ossifikationszentrum im Hinterhauptsbein entstanden ist. Das Inkabein stellt also anatomisch den vorderen Teil der Hinterhauptschuppe dar der gewöhnlich mit dem hinteren Teil der Hinterhauptschuppe frühzeitig fest verwächst. Bei peruanischen Mumien wurde das Inkabein aber auch getrennt gefunden. Das kann als Offenbleiben einer fötalen Quernaht im Hinterhauptsbein erklärt werden, was zur Abtrennung dieser Partie des Hinterschädels führt.
Begrenzt wird das Inkabein vom Hinterhauptsbein, und zwar von dessen Hinterhauptsschuppe (lat. Squama occipitalis), sowie von beiden Scheitelbeinen. Die Naht zwischen dem Inkabein und Hinterhauptsbein entspricht der Sutura mendosa des Fetus. Diese Quernaht zwischen dem Inkabein und Hinterhauptsbein liegt in Höhe der obersten Linea nuchea und wird dann als Sutura occipitalis transversa bezeichnet – gewissermaßen die rechte und die linke Sutura mendosa, die in der Mittellinie verschmolzen sind.
Bei Reptilien und vielen Säugetieren tritt das Zwischenscheitelbein (Os interparietale) regelmäßig auf.

## Embryologie
In der Entwicklungsphase der Hinterhauptsschuppe (lat. Squama occipitalis) des Hinterhauptsbeins wird unterschieden zwischen:
- Oberschuppe (entsteht durch desmale Ossifikation einer Membran)
- Unterschuppe (entsteht durch chondrale Ossifikation von Knorpel)

Zwischen Ober- und Unterschuppe verläuft die Sutura mendosa. Sie verknöchert im 3. Lebensmonat und ist dann als Linea nuchae superior (obere Nackenlinie) am Knochen sichtbar.
Der obere Teil der Hinterhauptsschuppe des Hinterhauptsbeins entwickelt sich aus einer Membran, während sich der Rest des Hinterhauptsbeins aus Knorpel entwickelt. Innerhalb der Membran, aus der der obere Teil der Hinterhauptsschuppe werden soll, tritt ein einzelnes Ossifikationszentrum in Aktion. Normalerweise verschmilzt der obere Teil der Hinterhauptsschuppe mit dem ursprünglich knorpligen unteren Teil der Hinterhauptsschuppe. Wenn die Verschmelzung unterbleibt, bildet sich das Inkabein.
Der obere Anteil des Os interparietale bildet die Oberschuppe des Os occipitale. Das Os interparietale ist in der Entwicklungsphase des knöchernen Schädels ein paariger Deckknochenkern, der auf bindegewebiger Grundlage entstanden ist, und der den oberen Teil der Hinterhauptsschuppe bildet. Bei Nichtverschmelzen entsteht das Inkabein.
Das Hinterhauptsbein entwickelt sich aus 5 oder 6 Ossifikationszentren.
Die kleine Fontanelle bei Neugeborenen liegt im gleichen Bereich wie das Inkabein, am Berührungspunkt der Scheitelbeine mit dem Hinterhauptsbein. Bei einigen Neugeborenen können die Fontanellen weit geöffnet sein und von zusätzlichen, frei flottierenden Knochen bedeckt sein. Diese Knochen sind an sich unwichtig, können aber zusammen mit weiteren, wichtigeren Anomalien auftreten.

## Häufigkeit
Das Inkabein, das bei 20 % der altperuanischen Schädel auftritt, stellt eine genetische Besonderheit dar, die erstmals bei den Inkas entdeckt wurde, da sie bei ihnen gehäuft auftritt. Später wurde es auch gehäuft bei Japanern, Koreanern und Tibetern gefunden.
Bei der Bevölkerung Amerikas tritt das Inkabein häufiger auf, selten dagegen in Nordost-Asien und Australien. Die Bevölkerungen in Tibet, Nepal, Assam und Sikkim (Nordost-Indien) haben häufiger Inkabeine als die benachbarten Populationen. In Europa sowie in Zentral- und West-Asien kommen Inkabeine sehr selten vor, häufiger dagegen im Subsahara-Afrika. Wegen dieser beobachteten Häufigkeitsverteilung kann ein ursächlicher genetischer Faktor für das Inkabein nicht ausgeschlossen werden.
Das Inkabein ist je nach Population bei 3 bis 36 % der Bevölkerung anzutreffen.
- London: 8 %
- Burma: Männer 19 %, Frauen 8 %
- Mexiko: Männer 36 %, Frauen 28 %

Das Inkabein stellt eine anatomische Varietät dar, wie auch Nahtknochen, die Sakralisation eines Lendenwirbels oder Steißwirbels oder Zahnanomalien. Es handelt sich beim Inkaknochen nicht um eine Fehlbildung.
Weitere anatomische Anomalien am Schädel, die zumeist als Rückschläge auf tierische Vorfahren des Menschen zu deuten sind, sind:
- Offenbleiben der Stirnnaht am Stirnbein (Metopismus), Intermaxillarnaht (Zwischenkiefer) oder Interparietalnaht (Inkaknochen)
- Anwesenheit einer oder mehrerer ungemein großer Schaltknochen (Os epactale)
- Vorhandensein eines dritten Gelenkknopfes, einer Jugularapophyse, einer mittlern Hinterhauptsgrube, eines Gaumenwulstes oder Hinterhauptwulstes, eines Lemurenfortsatzes, einer H- oder X-förmigen Anordnung des Pterions (die dünnste Stelle der Schädelkapsel) etc.

Von früheren Ethnologen wurde das Inkabein bei der Rasseneinteilung des Menschen (Rassentheorien) als rassisches Merkmal aufgeführt, wie auch die Mongolenfalte. Neuere Untersuchungen über die weltweite Häufigkeitsverteilung des Inkabeins widerlegen jedoch, dass das Inkabein ein Identifikationsmerkmal der „Inka-Rasse“ ist. So ist auch die Interpretation eines Mumienfundes in Norwegen (2007, St.-Nikolas-Kirche von Sarpsborg, Provinz Østfold, Meldung in der Aftenposten; sowie eine Meldung in The Norway Post) falsch. Dort wurde eine 1000 Jahre alte Mumie gefunden und aufgrund des vorhandenen Inkabeins „eindeutig als Inka-Indianer identifiziert, da der Inkaknochen nur bei Mitgliedern der Inka bekannt ist“.

## Ursachen
Togersen hat 1951 in seiner Studie gefunden, dass der Inkaknochen dominant vererbt wird und eine Penetranz von 50 % hat. Andererseits wurden auch artifizielle Schädeldeformation als Ursache diskutiert (Ossenberg, 1970; Lahr, 1996), da bei deformierten Hirnschädeln häufig Inkabeine angetroffen werden. Auch die altperuanischen Schädel waren häufig künstlich deformiert.